# ماغني هافنا
ماغني هافنا (بالنرويجية: Magne Havnaa‏) مواليد 16 سبتمبر 1963 في النرويج - الوفاة 29 مايو 2004 في النرويج، كان ملاكم نرويجي سابق. حقق بطولة منظمة الملاكمة العالمية. سبق أن شارك في دورة الألعاب الأولمبية الصيفية.

## إحصائيات
خاض خلال مسيرته 22 نزالا، فاز في 19 ولم يتعادل وخسر في 3. فاز بالضربة القاضية في 11 نزالا.

## روابط خارجية
- ماغني هافنا على موقع بوكس ريك (الإنجليزية) (registration required)
- ماغني هافنا على موقع أوليمبيديا (الإنجليزية)